# Eamonn Coghlan
Eamonn Coghlan (ur. 24 listopada 1952 w Drimnagh) – irlandzki lekkoatleta, średniodystansowiec, trzykrotny olimpijczyk (1976, 1980, 1988). Od maja 2011 senator.

## Sukcesy
- 4. miejsce podczas Igrzysk olimpijskich (bieg na 1500 m Montreal 1976)
- srebrny medal Mistrzostw Europy w Lekkoatletyce (bieg na 1500 m Praga 1978)
- złoto Halowych Mistrzostwa Europy w Lekkoatletyce (bieg na 1500 m Wiedeń 1979)
- 4. miejsce na Igrzyskach olimpijskich (Bieg na 5000 m Moskwa 1980)
- 1. miejsce w Pucharze świata (Bieg na 5000 m Rzym 1981)
- złoty medal Mistrzostwa Świata w Lekkoatletyce 1983 (Bieg na 5000 m Helsinki 1983)
- kilkanaście tytułów Mistrza Irlandii na różnych dystansach
- 6 rekordów świata na różnych dystansach
- 83 biegi poniżej 4 minut na dystansie 1 mili, ostatni bieg w 1994, Coghlan jest jedynym lekkoatletą w historii, któremu udało się przebiec ten dystans poniżej 4 minut po ukończeniu 40 lat

## Rekordy życiowe
- Bieg na milę - 3:51.59 (1983)  były rekord świata
- Bieg na 3000 m - 7:37.60 (1980) 1. wynik na listach światowych w 1980
- Bieg na 5000 m - 13:28,53 (1983)
- bieg na 1500 m (hala) - 3:35,6 (1981)  były rekord świata
- Bieg na milę (hala) - 3:49,78 (1983)  były rekord świata i Europy, rekord Irlandii, 10. wynik w historii światowej lekkoatletyki
- Bieg na 2000 m (hala) - 4.54,07 (1987)  były rekord świata